# Karana decorata
Karana decorata är en fjärilsart som beskrevs av Moore 1882. Karana decorata ingår i släktet Karana och familjen nattflyn. Inga underarter finns listade i Catalogue of Life.